# Fairchild Model 45
Fairchild Model 45 là một loại máy bay thông dụng 5 chỗ của Hoa Kỳ trong thập niên 1930, do Fairchild chế tạo.

## Biến thể
45
45-A
JK-1
UC-88

## Quốc gia sử dụng
Hoa Kỳ
- Không quân Lục quân Hoa Kỳ
- Hải quân Hoa Kỳ

## Tính năng kỹ chiến thuật (45-A)
Dữ liệu lấy từ Illustrated Encyclopedia of Aircraft 1985
Đặc điểm tổng quát
- Kíp lái: 1
- Sức chứa: 4 hành khách
- Chiều dài: 30 ft 1 in (9.17 m)
- Sải cánh: 39 ft 6 in (12.04 m)
- Chiều cao: 8 ft 2 in (2.49 m)
- Diện tích cánh: 248 ft2 (23.04 m2)
- Trọng lượng rỗng: 2512 lb (1139 kg)
- Trọng lượng có tải: 4000 lb (1814 kg)
- Động cơ: 1 × Wright R-760-E2, 320 hp (239 kW)

Hiệu suất bay
- Vận tốc cực đại: 170 mph (274 km/h)
- Tầm bay: 650 dặm (1046 km)
- Trần bay: 18.700 ft (5700 m)